# Mimarovo muzeum
Mimarovo muzeum (chorvatsky: Muzej Mimara) je galerie umění v chorvatském Záhřebu, na Rooseveltově náměstí. Je v něm soustředěna sbírka starých obrazů kontroverzního sběratele Ante Topiće Mimary. Podle většiny kunsthistoriků tvoří většinu jeho sbírky, snad až 95 procent, padělky. Zbylá díla pak byla sehnána podvody a krádežemi. Muzeum bylo otevřeno v roce 1987, přičemž nepravost děl tehdejší zakladatelé neskrývali. Celkem má muzeum k dispozici 3750 různých uměleckých děl, asi 1500 z nich trvale vystavuje. K nejznámějších patří díla připisovaná italským renesančním mistrům Lorenzettimu, Giorgionemu, Veronesemu a Canalettovi. Mnoho obrazů je údajně z dílny holandských a vlámských mistrů Ruisdaela, Bosche, Rubense nebo Van Dycka, více než 30 je připsáno španělským mistrům Velázquezovi, Murillovi či Goyovi, asi 20 obrazů německým mistrům Holbeinovi nebo Liebermannovi, asi 30 obrazů anglickým malířům Gainsboroughovi a Turnerovi a více než 120 obrazů francouzským mistrům Delacroixovi, Corotovi, Manetovi, Renoirovi i Degasovi. Muzeum sídlí v novorenesanční budově z roku 1895, jež byla původně gymnáziem, otevřeným u příležitosti příjezdu císaře Františka Josefa do Záhřebu. Na její přestavbu v 80. letech dohlížel záhřebský architekt Kuno Waidmann. Muzeum bylo poškozeno zemětřesením v Záhřebu v roce 2020 a je kvůli tomu dosud uzavřeno.